# طاهر أبو فاشا
طاهر أبو فاشا (22 ديسمبر 1908م في دمياط - 12 مايو 1989م)، شاعر غنائي وشاعر مصري.

## تعليمه وثقافته الأدبية
بدأ تعليمه بمدرسة الحزاوي الابتدائية ثم بمعهد دمياط الديني ثم التحق بمعهد نور الظلام الأزهرى بالقاهرة ( معهد عثمان ماهر حاليا )؛بمنطقة الحلمية الجديدة ثم تم فصله منه على إثر انضمامه إلى مظاهرة طلابية بالمعهد مطالبين بحفل تأبين الشاعر احمد شوقي أمير الشعراء فصدر قرار بفصله هو وعدد من الطلاب الآخرين ، ثم بعد التماسات عديد وكتابة قصائد قرر شيخ الأزهر تعديل قرار الفصل إلى نقل إلى معهد الزقازيق الديني حيث حصل على شهادة الثانوية ثم التحق بكلية دار العلوم بالقاهرة. بعد التحاقه بكلية دار العلوم (التي تخرج فيها سنة 1939) وجد طريقه إلى العديد من النوادي والمجالس الأدبية، ومنها ندوة القاياتي التي كانت تضم جمهرة كبيرة من أعيان الأدباء من أمثال حافظ إبراهيم وعبد العزيز البشري وكامل كيلاني وزكي مبارك.

## حياته الوظيفية
- بعد تخرجه في دار العلوم التحق بالعمل مدرساً بمدرسة فؤاد الأول بسوهاج في صعيد مصر، ونقل منها إلى الواحات الخارجة، وظل يتنقل بين المحافظات حتى عمل سكرتيراً برلمانياً في وزارة الأوقاف.
- عمل رئيساً لقسم التأليف والنشر بإدارة الشئون العامة للقوات المسلحة.

## مؤلفاته
صدر له عدة دواوين منها:
- صورة الشباب، 1932م،
- القيثارة السارية، 1934م،
- الأشواك 1937م، كتب مقدمته خليل مطران.
- راهب الليل، 1983م،
- الليالي، 1987م،
- دموع لا تجف، 1987م

بالإضافة إلى قصائد أخرى في بطون الدوريات والصحف لم يجمعها الشاعر، وجمعها الباحث الشاعر عزت محمود علي الدين في رسالته للماجستير «طاهر أبو فاشا شاعراً» المودعة مكتبة كلية اللغة العربية في القاهرة جامعة الأزهر، وقد أفاد منها الأديب السعودي عبد الحميد مشخص حينما كلّفه الأمير عبد الله الفيصل بطباعة الأعمال الشعرية الكاملة للشاعر؛ حيث ضمنها تلك القصائد.
وله كتب أدبية منها:
- هز القحوف في شرح قصيدة أبي شادوف
- الذين أدركتهم حُرفة الأدب.
- العشق الإلهي، وفيه مجموعة القصائد التي غنتها أم كلثوم في فيلم رابعة العدوية.
- وراء تمثال الحرية، وهو كتاب في أدب الرحلات، كتبه الشاعر في أثناء رحلته إلى أمريكا لزيارة ابنته «عزة طاهر أبو فاشا» المهاجرة إلى أمريكا آنذاك.
- تحقيق مقامات بيرم التونسي.

هذا إلى جانب أكثر من سبعة كتب تاريخية وسياسية كلها مذكورة في رسالة (طاهر أبو فاشا شاعرا).

## كتاباته للإذاعة والتلفزيون
كتب للإذاعة أكثر من 200 عملاً فنياً أشهرها ألف ليلة وليلة التي كتب منها أكثر من 800 حلقة أذيعت على مدار 26 سنة، و«أفراح النيل» التي لحنها محمود الشريف، وأوبريت رابعة العدوية الذي غنته أم كلثوم وعدداً من المسلسلات الإذاعية ومنها «الأسرة السعيدة» و«ركن الريف» و«ألف يوم ويوم». كما كتب فوازير رمضان التلفزيونية.

## الجوائز التي حصل عليها
حصل على جائزة الدولة التقديرية في الآداب عام 1988 بعد أن رشحته للحصول عليها كل من جامعة الزقازيق وجمعية الأدباء.